# Брама Флоріанська (Краків)
Брама Флоріанська (Брама св. Флоріана, пол. Brama Floriańska w Krakowie) — середньовічна міська брама з вежею, розташована в Старому місті Кракова в кінці вулиці Флоріанської, на перетині з вулицею Піярською. Це залишок стін старого міста. Це одна з восьми оборонних брам Кракова поряд із брамами Славковською, Ґродською, Вісльною, Миколайською, Жезничою (у Грудку), Шевською, Новою та Побочною.

## Опис брами

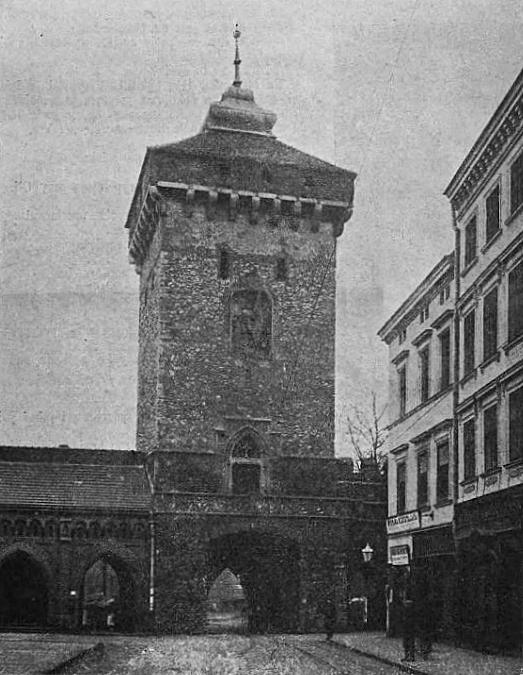
Флоріанські ворота (1907)

Її висота (до ручки шолома) 34,5 м. Барельєф із зображенням гербом Польщі над входом (з боку Плант) виконав Зигмунт Лангман за проектом Яна Матейка. Він замінив попереднього орла у 1882 році. З боку міста — барельєф XVIII століття із зображенням св. Флоріан. У 1660 році виконано барочне увінчання Флоріанських воріт. На порталі брами донині збереглися напрямні грати. Всередині воріт класичний вівтар початку ХІХ століття з пізньобароковою копією чудотворного образу Матері Божої Пяскової.
Нині брама є частиною туристичного маршруту оборонних мурів.

## Історія
У 13-14 столітті Краків був оточений муром. Письмові джерела згадують Флоріанські ворота з 1307 року. Через браму проходив шлях до Клепаржа біля костелу св. Флоріана; тут же починався Королівський шлях на Вавель.
Сучасна будівля у своїй найстарішій частині походить з рубежу 13-14 століть. У 1565—1566 роках біля Флоріанських воріт був побудований Міський арсенал. У XVI ст. у брамі містилися міські стайні. У 1694 році браму капітально відремонтували.

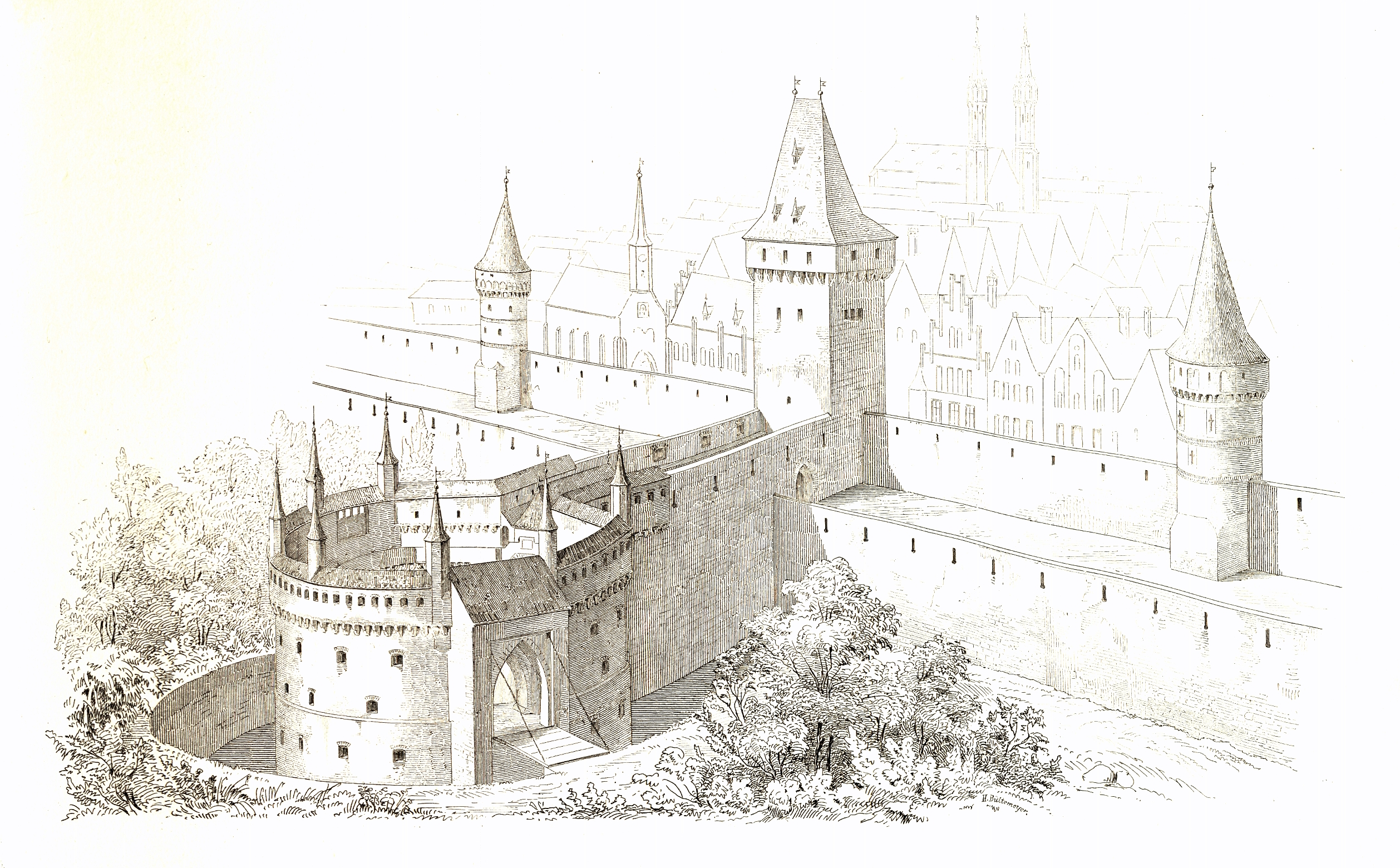
Первісний вигляд брами та барбакану (1857)

На початку 19 століття були розроблені плани знести стіни. Їх захистив проф. Фелікс Радванський, який писав: «Вони захищають від вітрів, що дмуть під костелом Св. Марії з Клепаржа. Вітри не годяться, бо вони зноситимуть сморід і сміття, і безбожно роздмухуватимуть спідниці Паннам Матерям і Дружинам». 13 січня 1817 року Радванський домігся рішення Сенату Краківської Республіки залишити фрагменти середньовічних укріплень для нащадків. Тому були збережені частини стін, зокрема Барбакан і Флоріанські брама.
У 1882 році браму вдруге врятували від знесення. Це зробив князь Владислав Чарторийський. Він вирішив створити у надбрамній вежі родову каплицю Чарторийських. Міська рада погодилася за умови, що брама та вежа виглядатимуть так, як у середині XVIII ст. У 1889 році каплицю добудував і освятив кардинал Альбін Дунаєвський.
Знову браму планували демонтувати на початку 20 століття, коли в місті запустили електричний трамвай. Колія мала проходити через ворота, але трамвай туди не вліз. Нарешті вирішили поглибити прохід і ворота вдалося врятувати.

## Галерея

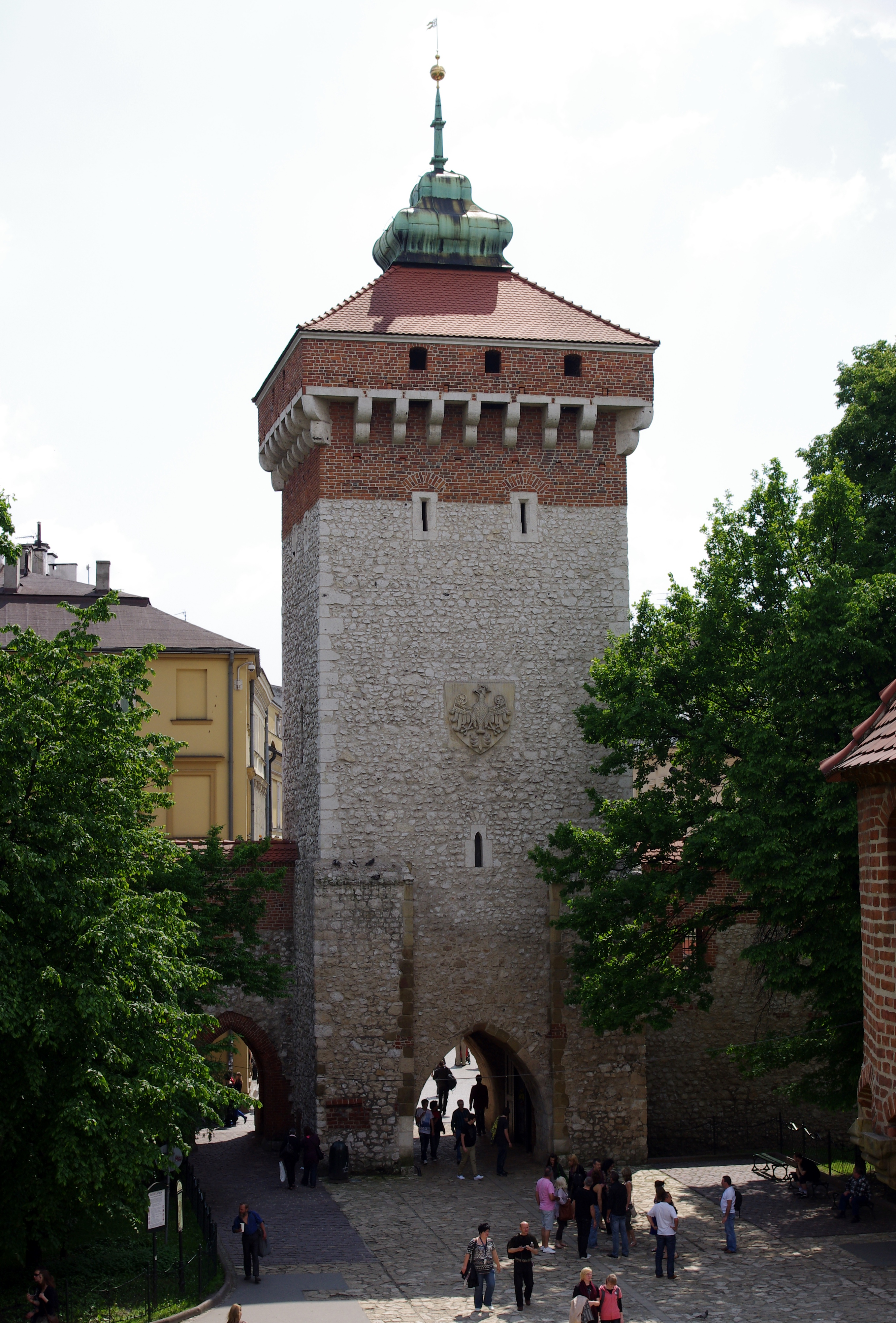
Брама з півночі, від Барбакану
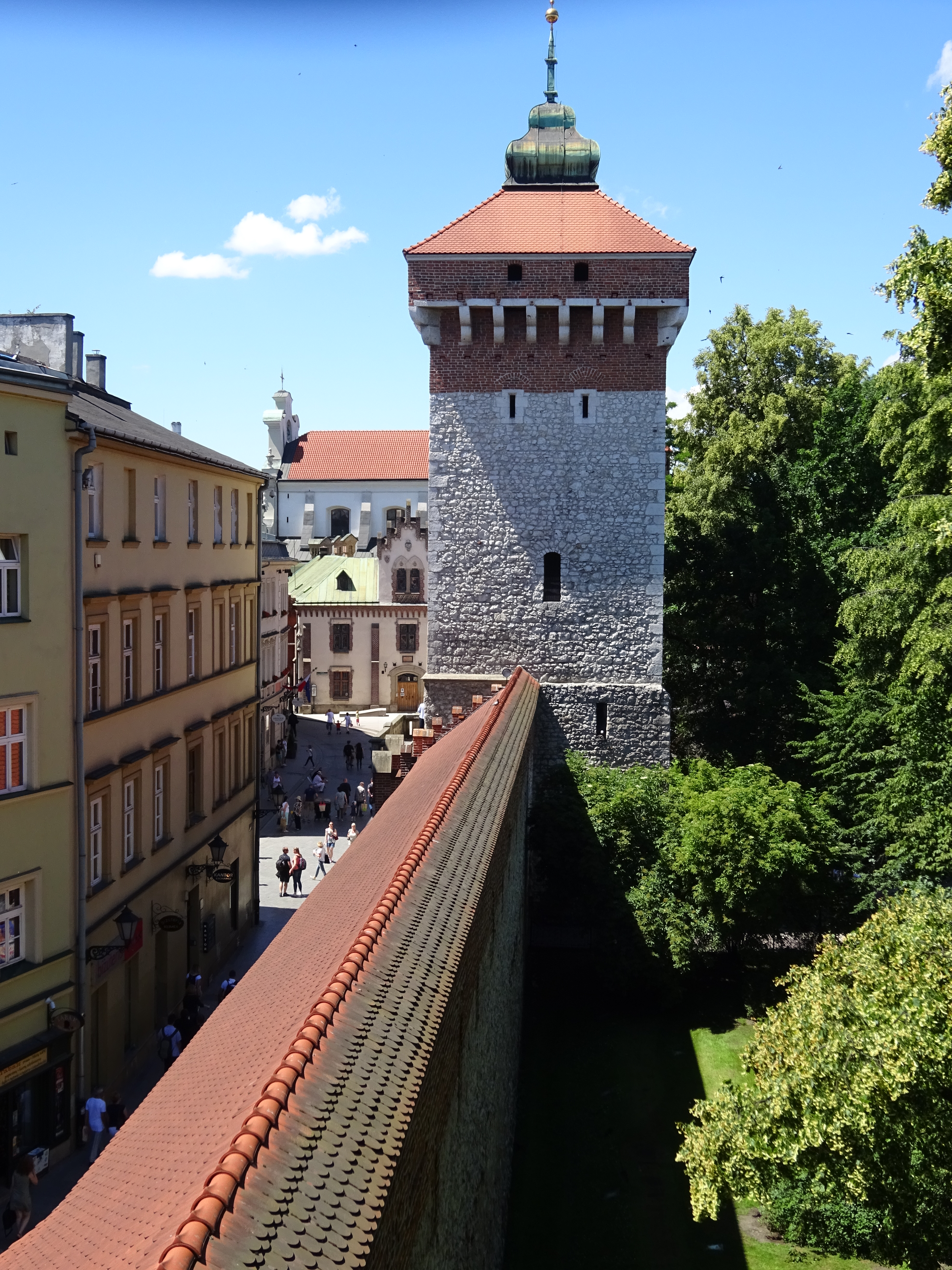
Флоріанські брама та оборонна стіна від Башти Галантерейників
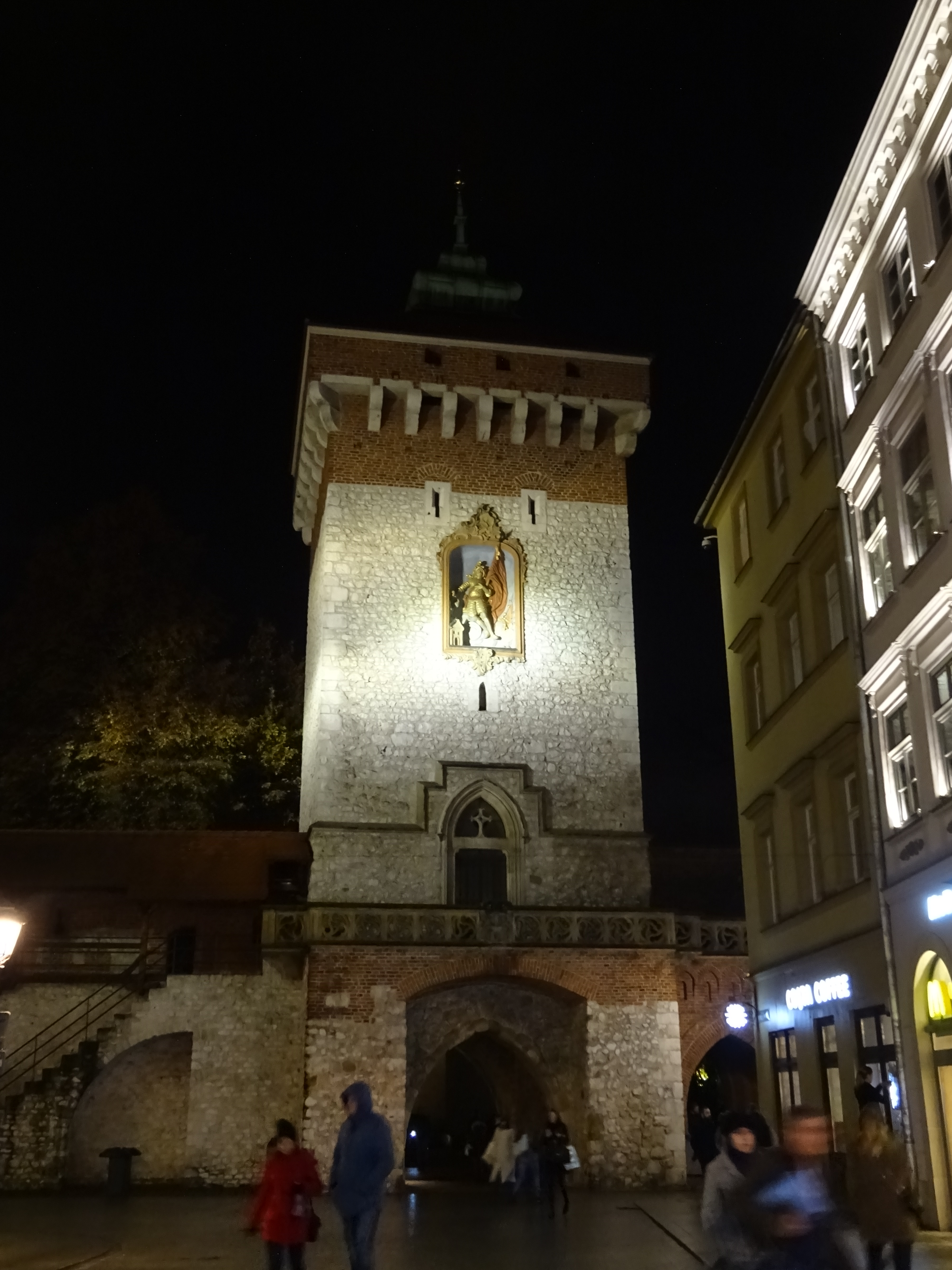
Флоріанська брама вночі
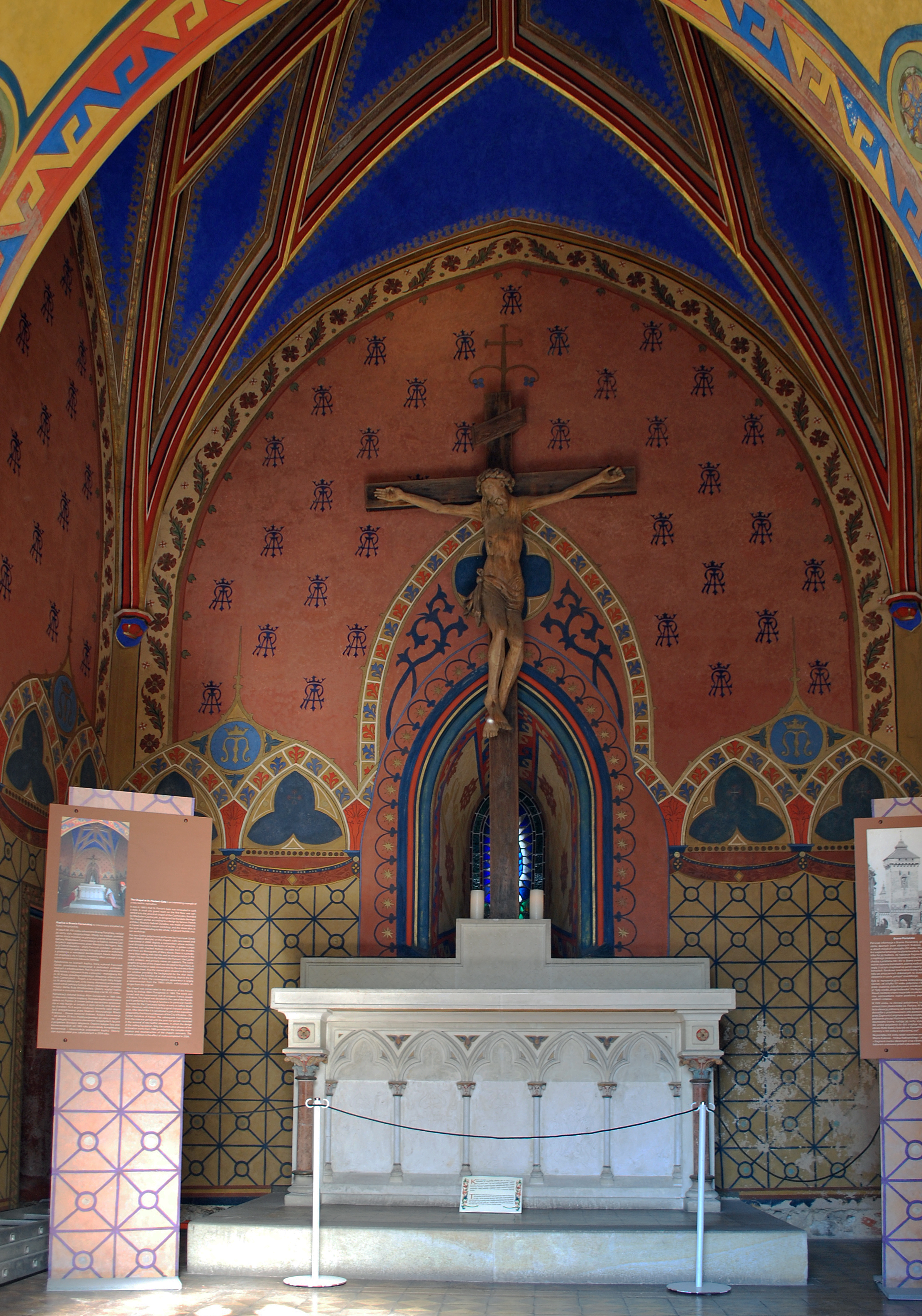
Каплиця Чорторийських
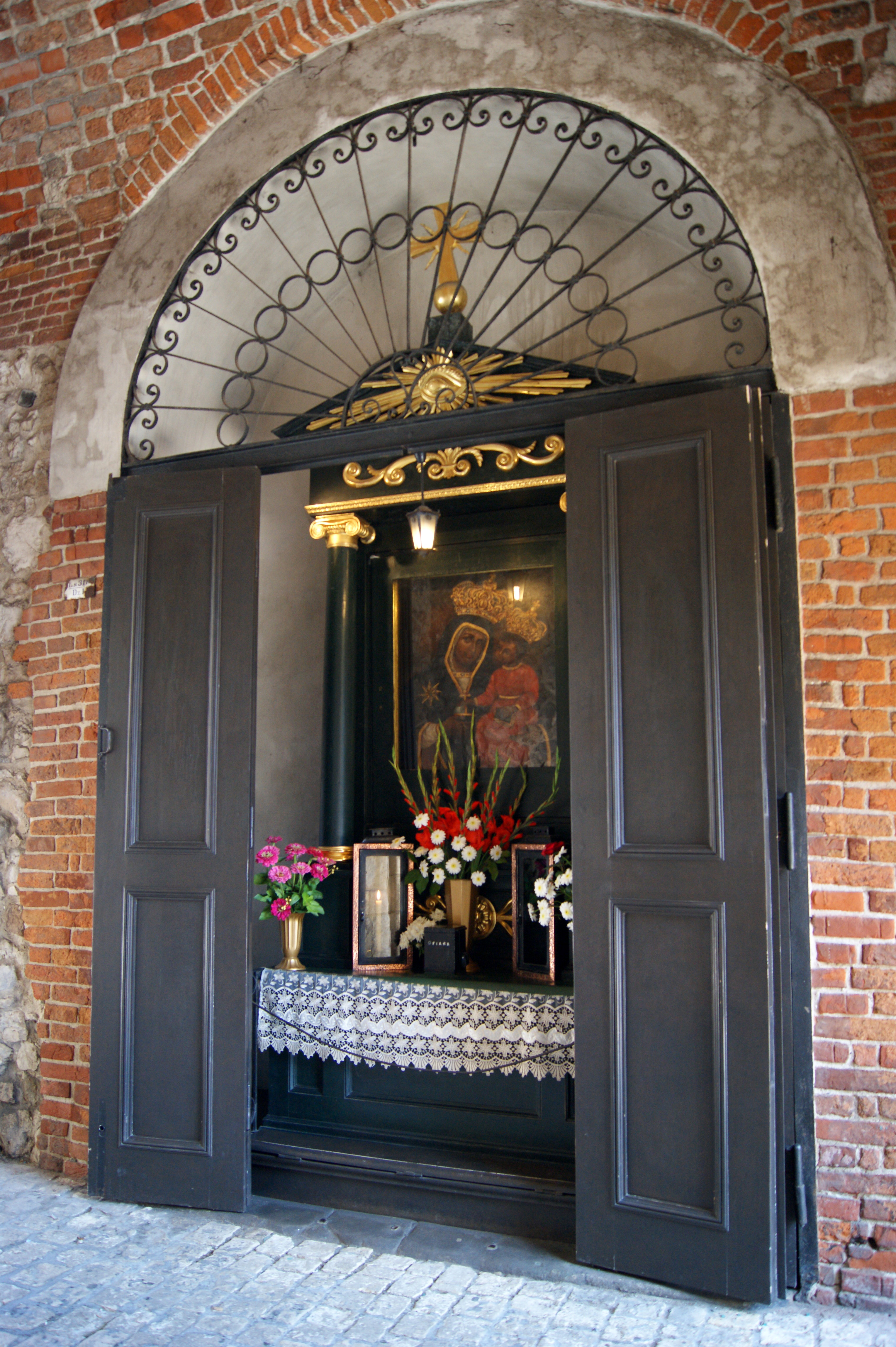
Каплиця в брамі
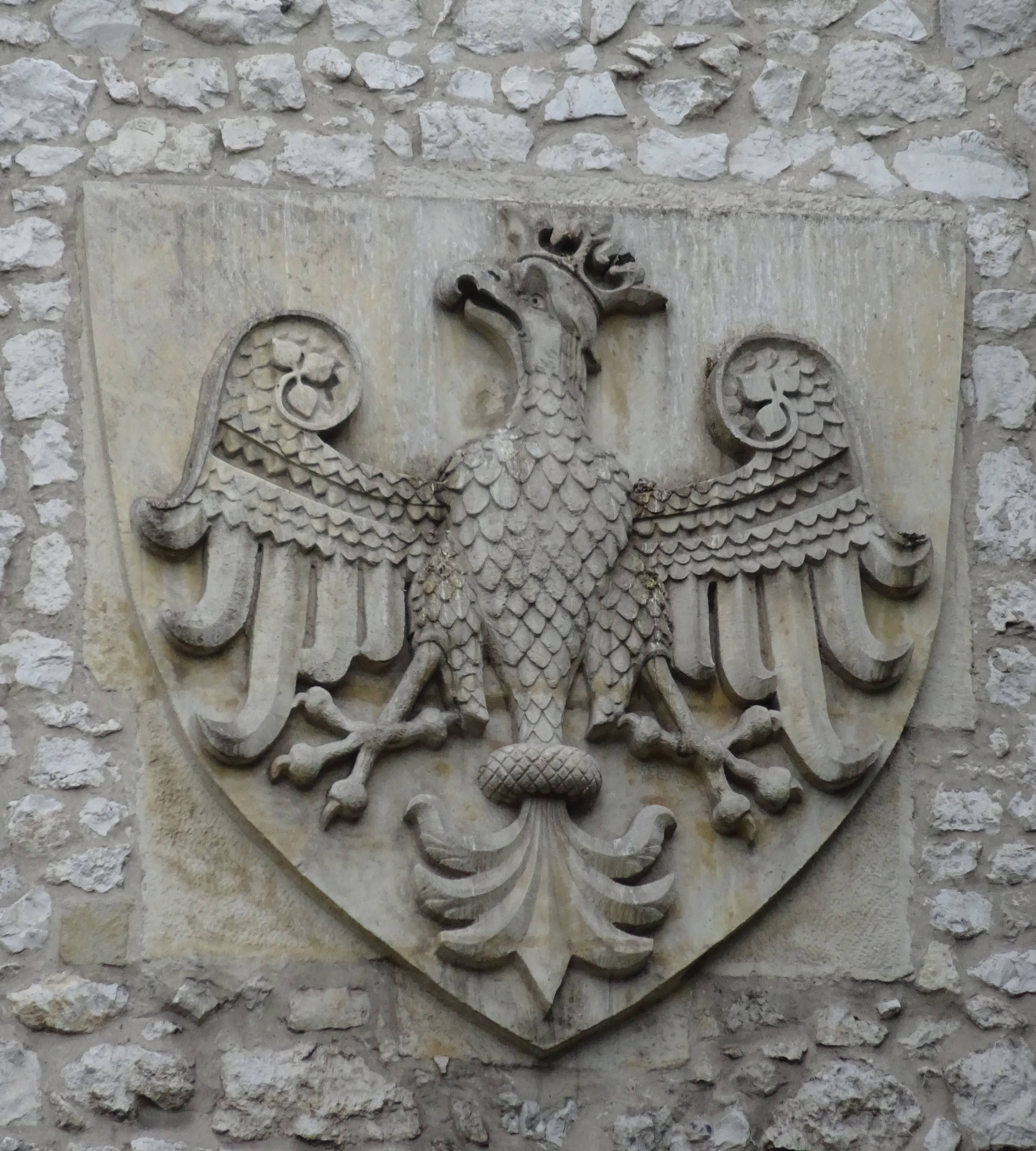
Барельєф Гербу Польщі, проект Яна Матейка, над входом від Барбакану, 1820 р.
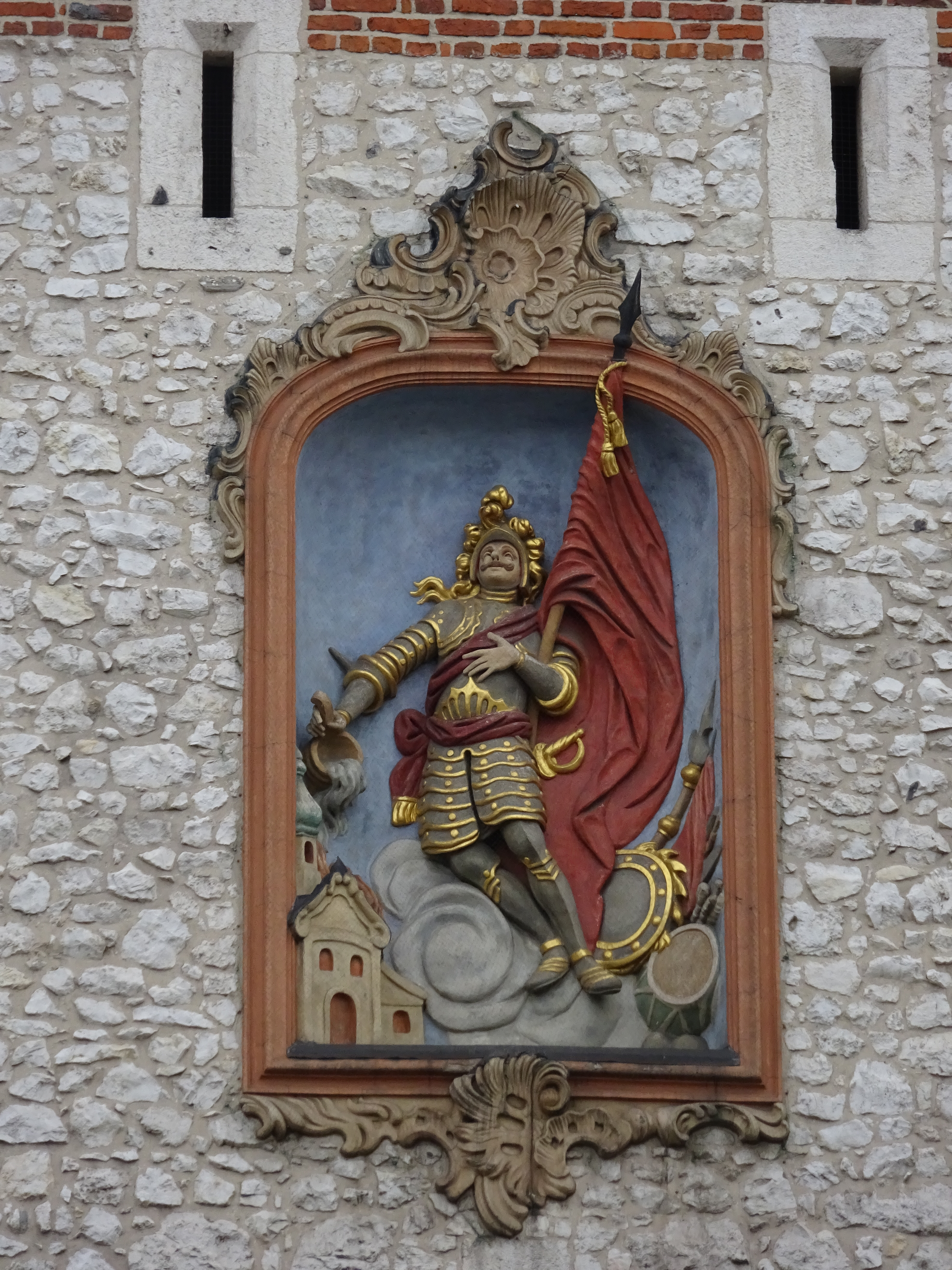
Барельєф св. Флоріана над входом з півдня, XVIII ст.

## Дивитися також
- Міські мури Кракова
- Краківські башти
- Вид на Краків (картина Юліана Фалата)